# Herjólfur (Schiff, 2019)
Die Herjólfur ist eine 2019 in Dienst gestellte isländische Autofähre, die zwischen der isländischen Südküste und Heimaey auf den Vestmannaeyjar (Westmännerinseln) eingesetzt wird und die vierte Fähre in Folge, die diesen Namen trägt. Sie verfügt über einen Hybridantrieb und kann vollelektrisch verkehren.

## Geschichte
Es war seit längerem geplant, die dritte Herjólfur von 1992 durch ein neues Schiff zu ersetzen, ursprünglich bereits in Verbindung mit der Planung des neuen Hafens Landeyjahöfn an der isländischen Südküste (eröffnet 2010). Dieser ist für die alte Herjólfur aufgrund ihres Tiefgangs weniger geeignet und konnte von dieser im Winter meistens nicht genutzt werden. Durch Islands Finanzkrise 2008–2011 verzögerte sich die Beschaffung eines neuen Schiffs jedoch. Die Beschaffungspläne waren zudem umstritten; unter anderem wurde die Forderung aufgestellt, zunächst Landeyjahöfn zu verbessern, da der Hafen im damaligen Zustand auch von der neuen Fähre nicht immer hätte angelaufen werden können. In einer Umfrage unter den Einwohnern der Westmännerinseln vom Februar/März 2016 hatten sich etwa 87 % für diese Forderung ausgesprochen. Im Zusammenhang damit wurden auch Zweifel an der Tauglichkeit der neuen Fähre für die weitere Strecke nach Þorlákshöfn, der als Ausweichhafen genutzt wird, geäußert.
Den Entwurf des zu bauenden Schiffs führte das Schiffsingenieurbüro Polarkonsult aus Harstad durch. Im Herbst 2016 zog sich die norwegische Werft Fiskerstrand, welche die Ausschreibung für den Bau der neuen Fähre gewonnen hatte, überraschend zurück. Daraufhin wurde im Januar 2017 ein Vertrag mit der polnischen Crist-Werft unterzeichnet. Diese hätte die neue Fähre ursprünglich im Sommer 2018 ausliefern sollen. Nach Verzögerungen traf sie schließlich erst im Juni 2019 auf den Westmännerinseln ein. Grund war unter anderem ein Disput zwischen der isländischen Straßenverwaltung Vegagerðin, die als Auftraggeber fungierte, und der Bauwerft, die zusätzliche Kosten geltend machte. Ende Mai 2019 konnte dieser Disput mit einem Kompromiss beigelegt werden.
Am 15. Juni 2019 wurde die neue Herjólfur offiziell im Hafen von Heimaey auf den Westmännerinseln übergeben. Premierministerin Katrín Jakobsdóttir vollzog die Schiffstaufe. Am 25. Juni fuhr das Schiff erstmals nach Landeyjahöfn. Der reguläre Passagierverkehr wurde einen Monat später, am 25. Juli 2019, aufgenommen.

## Technik
Die Herjólfur ist mit ihrem Hybridantrieb in der Lage, elektrisch angetrieben zu verkehren. Da Einrichtungen zum Aufladen der Akkumulatoren in den Häfen noch erstellt werden mussten, wurde die Fähre zunächst dieselelektrisch eingesetzt. Auch nach Aufnahme des vollelektrischen Betriebs ist dies immer dann der Fall, wenn die Herjólfur den weiter entfernt gelegenen Ausweichhafen Þorlákshöfn anfährt. Seit Januar 2020 können die Akkumulatoren im Hafen von Heimaey aufgeladen werden, womit die Fähre auf dem Weg nach Landeyjahöfn vollelektrisch verkehren kann. In die andere Richtung ist dies, nachdem auch die Anlagen in Landeyjahöfn errichtet wurden, seit Anfang September 2020 ebenfalls möglich. Durch den elektrischen Antrieb ergeben sich erhebliche Kosteneinsparungen.
Der Antrieb erfolgt durch zwei elektrisch betriebene Propellergondeln mit jeweils 1700 kW Leistung. Das Schiff ist weiterhin mit zwei elektrisch angetriebenen Bugstrahlrudern mit jeweils 600 kW Leistung ausgestattet. Für die Stromerzeugung stehen drei von MTU-Dieselmotoren des Typs 12V4000 angetriebene Generatoren mit zusammen 3700 kW Leistung zur Verfügung.
Die Zufahrt zum RoRo-Deck erfolgt über eine Bug- bzw. Heckrampe. Die vordere Zufahrt ist mit einem hinter einem Bugvisier angebrachten Schott verschlossen.